# Hôtel de Rochambeau
Pour les articles ayant des titres homophones, voir Hôtel d'Asfeld et Hôtel d'Asfeldt.
L'hôtel de Rochambeau (ou hôtel d'Asfeld) est un hôtel particulier situé à Paris en France.

## Localisation
Il est situé au 40 rue du Cherche-Midi, dans le 6e arrondissement de Paris.

## Histoire
Le comte de Rochambeau habite cet hôtel en 1780 lorsqu'il reçoit le commandement du corps expéditionnaire envoyé par Louis XVI en Amérique. L'assemblée qui s'y tient le 7 janvier 1784 fonde la section française de la Société des Cincinnati
.
Les premières assemblées générales des Cincinnati se tiendront en mai 1784 aux États-Unis[Où ?],
puis le 4 juillet 1784 dans l'hôtel particulier de l'amiral d'Estaing[Où ?].
L'Hôtel de Rochambeau est inscrit au titre des Monuments historiques depuis le 24 juin 1964
.

## Galerie

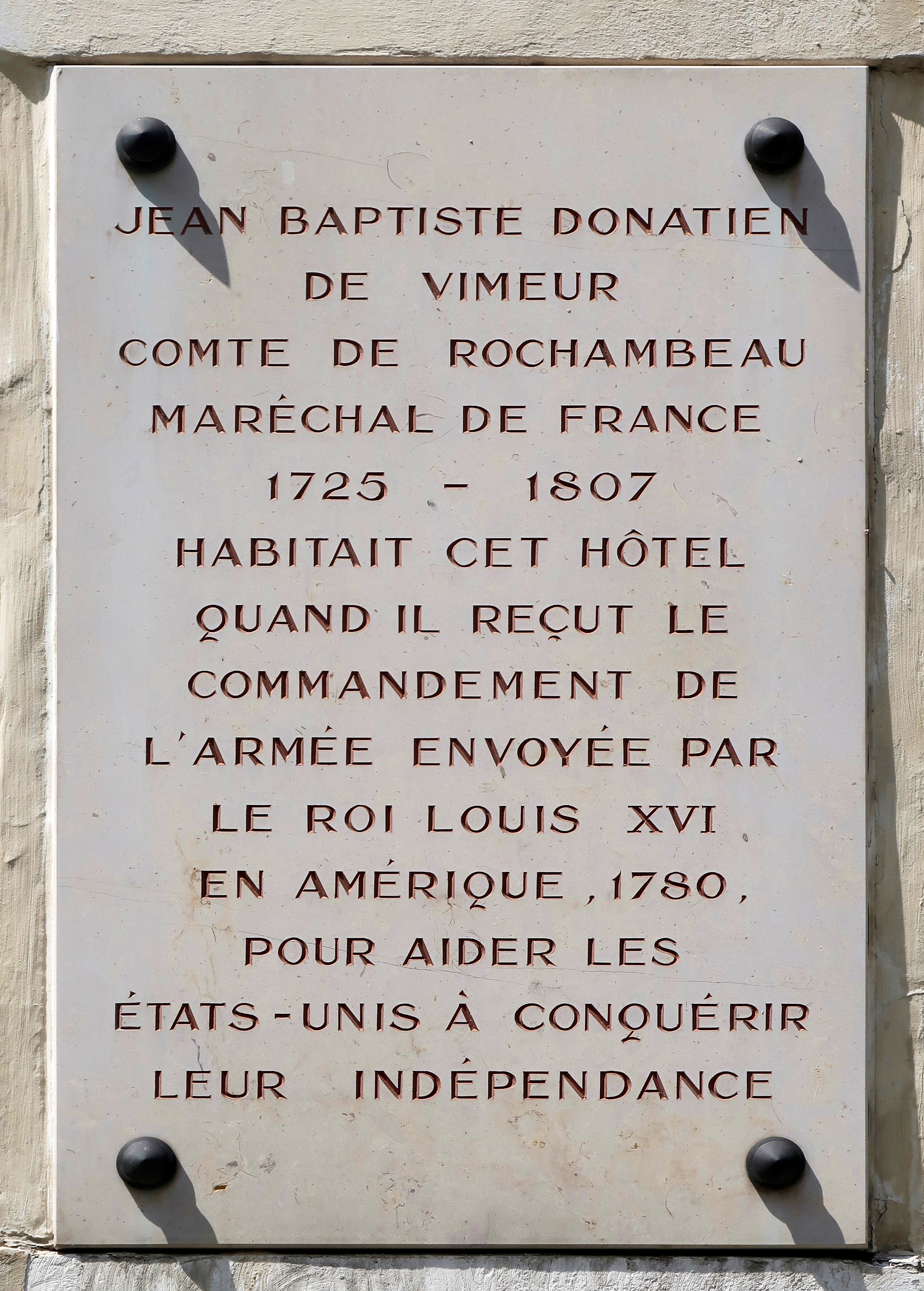
Plaque en hommage à Jean-Baptiste-Donatien de Vimeur de Rochambeau.
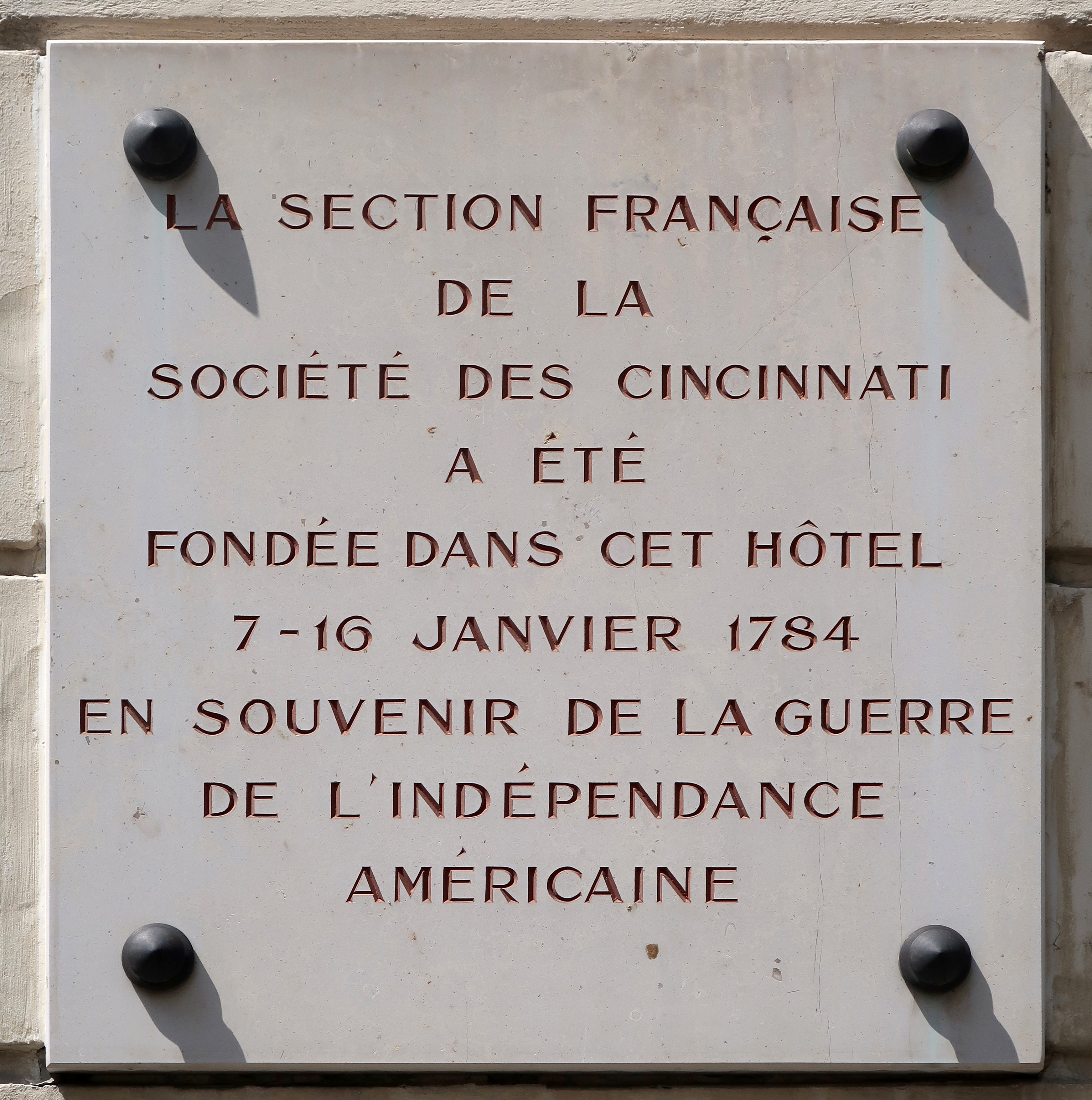
Plaque commémorant la formation de la branche française de la Société des Cincinnati.